# Dichlorprop
Dichlorprop ist eine chemische Verbindung, die als Herbizid und Pflanzenwachstumsregulator verwendet wird.

## Stereochemie
Dichlorprop enthält ein Stereozentrum, folglich gibt es zwei Enantiomere, die (R)-Form und die (S)-Form. Dichlorprop ist ein 1:1-Gemisch (Racemat) der (R)-Form und die (S)-Form. Das reine (R)-Enantiomer von Diclorprop wird als Dichlorprop-P bezeichnet und ist in einigen Ländern als Pflanzenschutzmittel im Einsatz.
Das reine (S)-Enantiomer von Diclorprop besitzt keine praktische Bedeutung.
| Enantiomere von Dichlorprop |                       |                 |
| Name                        | (R)-Dichlorprop       | (S)-Dichlorprop |
| Andere Namen                | Dichlorprop-P         |                 |
| Strukturformel              |                       |                 |
| CAS-Nummer                  | 15165-67-0            | 15165-69-2      |
| CAS-Nummer                  | 120-36-5 (Racemat)    |                 |
| EG-Nummer                   | 403-980-1             |                 |
| EG-Nummer                   | 204-390-5 (Racemat)   |                 |
| ECHA-Infocard               | 100.100.566           |                 |
| ECHA-Infocard               | 100.003.991 (Racemat) |                 |
| PubChem                     | 119435                | 84811           |
| PubChem                     | 8427 (Racemat)        |                 |
| Wikidata                    | Q27145258             | Q27145259       |
| Wikidata                    | Q148946 (Racemat)     |                 |

## Zulassung
In den EU-Staaten einschließlich Deutschland und Österreich sowie in der Schweiz sind keine Pflanzenschutzmittel mit Dichlorprop als Wirkstoff zugelassen.
Dichlorprop-P ist in Österreich und Deutschland als Nachauflauf-Herbizid gegen zweikeimblättrige Unkräuter im Getreideanbau zugelassen. Im Verzeichnis der zugelassenen Pflanzenschutzmittel der Schweiz ist Dichlorprop-P nicht aufgeführt.

## Sicherheitshinweise
Dichlorprop ist als gesundheitsschädlich eingestuft und wirkt in toxischer Konzentration hauptsächlich auf das zentrale und periphere Nervensystem, wobei auch Langzeitwirkungen durch Speicherung im Fett und Gehirn nicht ausgeschlossen sind. Das racemische Dichlorprop besitzt eine deutlich höhere Toxizität (oraler LD50-Wert für Ratten 344 mg/kg Körpergewicht) als die reine (R)-Form (825 mg/kg).

## Abgeleitete Verbindungen
Von Dichlorprop sind eine Reihe weiterer Verbindungen, vor allem verschiedene Salze und Ester, bekannt:
- Dichlorprop-butotyl[9]
- Dichlorprop-dimethylammonium[10]
- Dichlorprop-ethylammonium[11]
- Dichlorprop-2-ethylhexyl[12]
- Dichlorprop-isoctyl[13]
- Dichlorprop-methyl[14]
- Dichlorprop-Kalium[15]
- Dichlorprop-Natrium[16]